# لورانس لاو
لورانس لاو (بالإنجليزية: Lawrence Lau)‏ (بالصينية: 劉遵義) هو قاضي صلح ‏ واقتصادي وسياسي أمريكي وصيني، ولد في 12 ديسمبر 1944 في زونيي في الصين. انتخب عضو في اللجنة الوطنية لجمهورية الصين الشعبية خلال فترته النيابية ‏.